# Buttermere (lago)

Il Buttermere in una stampa del 1905

Il Buttermere è un lago di 0,93 km² dell'Inghilterra nord-occidentale, situato nel Lake District National Park, nella contea della Cumbria.
Principali località nei pressi del lago sono il villaggio omonimo e Gatesgarth.
Il lago è gestito dal National Trust.

## Geografia
Il Buttermere si trova a sud-ovest del lago Derwent (Derwentwater), poco a sud/sud-est del Crummock Water. Insieme al Crummnock Water e al Loweswater, il Buttermere fa parte della cosiddetta valle del Buttermere (Buttermere Valley), l'unica vallata del Lake District in cui si trovano tre laghi.
Il lago è circondato da varie colline, segnatamente il Fleetwith Pike, lo Haystacks, lo High Crag, lo High Stile, lo Scarf Gap, il Red Pike e il Warnscale.
Il villaggio di Buttermere non si trova lungo le sponde del lago, ma poco più a nord.
Il lago ha una lunghezza di 2 km, una larghezza di 570 metri e una profondità di 23 metri.

## Geologia
Il Buttermere è un lago di origine glaciale. In origine formava un unico lago assieme all'attuale Crummock Water.

## Origini del nome
Il nome del lago deriva dal prenome nordico Brøðar.

## Storia
Il Buttermere divenne tra le mete più popolari sin da quando iniziò il turismo nel Lake District.

### Mary Robinson, la cameriera del lago
Il Buttermere è legato anche alla figura di Mary Robinson, nota come la "cameriera del lago", che lavorava in un hotel della zona, il Fish Hotel, e che nel 1792, quando lei aveva 15 anni, divenne celebre grazie ad un articolo scritto da Joseph Budworth, assiduo frequentatore della zona. Mary Robinson divenne quindi popolare per la sua bellezza, tanto che, nell'autunno 1802, fu chiesta in sposa da Alexander Augustus Hope, che si era presentato come il figlio di Lord Hopetoun: Hope divenne quindi suo marito il 2 ottobre dello stesso anno, ma in seguito si rivelò essere un impostore e un ladro, il cui vero nome era James Hatfield e, per questo motivi, finì in prigione, mentre Mary Robinson perse dopo pochi mesi il figlio che aveva avuto da lui.
Mary Robinson annoverò tra i suoi ammiratori vari scrittori, quali Hartley Coleridge e William Wordsworth. Melvyn Bragg le dedicò anche un romanzo nel 1987, romanzo in seguito adattato anche per il teatro.
La tomba di Mary Robinson si trova nei pressi della chiesa di Caldbeck, località in cui si era trasferita dopo il secondo matrimonio.

## Monumenti e luoghi d'interesse
Tra i principali monumenti situati nei pressi del lago, figura la chiesa di San Giacomo, in cui si trova una stele in memoria di Alfred Wainwright.